# Henry Ward (5e vicomte Bangor)
Pour les articles homonymes, voir Henry Ward et Ward.
Henry William Crosbie Ward (26 juillet 1828 - 23 février 1911) est un pair irlandais, homme politique conservateur et soldat.

## Biographie
Il est le deuxième fils d'Edward Ward, 3e vicomte Bangor et de sa femme Harriet Margaret Maxwell, deuxième fille d'Henry Maxwell (6e baron Farnham). Ward fait ses études à la Rugby School puis au Royal Military College de Sandhurst. En 1881, il succède à son frère aîné Edward comme vicomte.
Ward entre dans l'armée britannique en 1846 et sert dans le 43rd (Monmouthshire) Regiment of Foot. Il combat dans les guerres Xhosa et prend sa retraite en 1854 en tant que capitaine. En 1886, Ward est élu pair représentant à la Chambre des lords. Il est sous-lieutenant du comté de Down et représente également le comté en tant que juge de paix.

## Famille
Le 6 décembre 1854, il épouse l'entomologiste, microscopiste et écrivaine irlandaise Mary King, cousine de l'astronome et naturaliste William Parsons, 3e comte de Rosse, et de la photographe pionnière Mary Rosse. Le couple a cinq filles et trois fils. Mary Ward (née King) est décédée en 1869 dans le premier accident de voiture de l'histoire, alors qu'elle est passagère d'une voiture à vapeur expérimentale construite par les Ross à Parsonstown.
Henry Ward se remarie avec Elizabeth Eccles, fille unique du major Hugh Eccles de Cronroe, le 8 avril 1874. Son deuxième mariage reste sans enfant. Ward est décédé à l'âge de 82 ans dans sa résidence Castle Ward et est enterré à Ballycutter quatre jours plus tard. Il est remplacé dans la vicomté par son plus jeune et seul fils survivant Maxwell Ward (6e vicomte Bangor).